# Gare de Rosendaël
Gare de Rosendaël vasútállomás Franciaországban, Dunkerque településen.

## Vasútvonalak
Az állomást az alábbi vasútvonalak érintik:
- Dunkerque-Locale–Bray-Dunes-vasútvonal

## Kapcsolódó állomások
A vasútállomáshoz az alábbi állomások vannak a legközelebb: